# Верх-Аллацька сільська рада
Верх-Алла́цька сільська рада (рос. Верх-Аллакский сельский совет) — сільське поселення у складі Каменського району Алтайського краю Росії.
Адміністративний центр — село Верх-Аллак.

## Населення
Населення — 450 осіб (2019; 587 в 2010, 893 у 2002).

## Склад
До складу сільської ради входять:
| Населений пункт         | Населення, осіб (2002) | Населення, осіб (2010) |
| ----------------------- | ---------------------- | ---------------------- |
| 3 Інтернаціонал, селище | 123                    | 80                     |
| Верх-Аллак, село        | 676                    | 503                    |
| Михайловка, селище      | 94                     | 4                      |